# Димитър Попбожов
Димитър Попбожов, известен като Кърчовски (изписване до 1945 година: Димитъръ попъ Божовъ), е български духовник и революционер от Македония.

## Биография
Роден е във валовищкото село Кърчово, което тогава е в Османската империя, в семейството на местния свещеник поп Божо.
Заедно с брат си Симеон Божов участва в местния революционен комитет, създаден от последователи на Васил Левски. Двамата са замесени в убийството на турския управител на Серска област и на турски шпионин и поради опасност от арест се преместват в Скопие.
На 20 май 1878 година поп Димитър Кърчовски от името на Демирхисарската българска община подписва Мемоара до Великите сили с искане за прилагане на Санстефанския договор и неоткъсване на Македония от новосъздадената българска държава.
С брат си участват в Кресненско-Разложкото въстание (1877 – 1878). След разгрома му бягат в Източна Румелия и се установяват в Карловска околия.
Димитър Попбожов става свещеник в църквата на село Дерелии (сега село Богдан). Селяните му построяват къща и събират 60 жълтици, за да може да прибере жена си Фидана и петте си деца от Скопие в Дерели. Негов най-голям син е Стоян Божов, български учител, фолклорист и революционер.